# Корея на летних Азиатских играх 2018
На Летних Азиатских играх 2018 года в Джакарте в ряде видов спорта КНДР и Республика Корея выступили единой командой под флагом Объединённой Кореи. Олимпийский совет Азии принял специальное решение о том, что для объединённой корейской команды не будет действовать квота на численность, применяемая к обычным командам, участвующим в Азиатских играх. Две страны согласились выставить объединённые команды в таких видах состязаний, как женский баскетбол, гонки на лодках-драконах, академическая гребля и гребля на байдарках и каноэ.

## Медалисты
| Медаль  | Спортсмен | Вид спорта                  | Дисциплина                                    |
| ------- | --------- | --------------------------- | --------------------------------------------- |
| Золото  | Команда   | Гребля на байдарках и каноэ | Женщины, гонки на традиционных лодках, 500 м  |
| Серебро | Команда   | Баскетбол                   | Женщины                                       |
| Бронза  | Команда   | Гребля на байдарках и каноэ | Мужчины, гонки на традиционных лодках, 1000 м |
| Бронза  | Команда   | Гребля на байдарках и каноэ | Женщины, гонки на традиционных лодках, 200 м  |